# Baeden Choppy
Baeden Choppy, född den 14 april 1976 i Mackay, Australien, är en australisk landhockeyspelare.
Han tog OS-brons i herrarnas landhockeyturnering i samband med de olympiska landhockeytävlingarna 1996 i Atlanta.